# Normandisk boskap
Normandisk boskap är en fransk nötkreatursras (låglandsboskap) av mjölk- och köttyp med ursprung i Normandie.
Färgen är mörkbrun med svarta strimmor längs revbenen och talrika vita tecken på hela kroppen. Fullvuxna kor väger 500-800 kilo. Gödda oxar kan nå en vikt av över 1.300 kilo.